# Bürgerkrieg in Rußland
Bürgerkrieg in Rußland ist ein fünfteiliger Fernsehfilm von Wolfgang Schleif. Er wurde 1967/68 gemeinschaftlich von ZDF, ORF und SRG anlässlich des 50. Jahrestages der Oktoberrevolution im Studio Hamburg produziert. Die Erstausstrahlung des ersten Teils erfolgte am 3. November 1967. Die Gesamtausstrahlung erfolgte unter Wiederholung des ersten Teils im April/Mai 1968 jeweils freitags ab 20.00 Uhr. Ein Teil der Dreharbeiten fand in Oldenburg statt, wo historische Gebäude als Kulisse für den Taurischen Palast in Petrograd dienten.

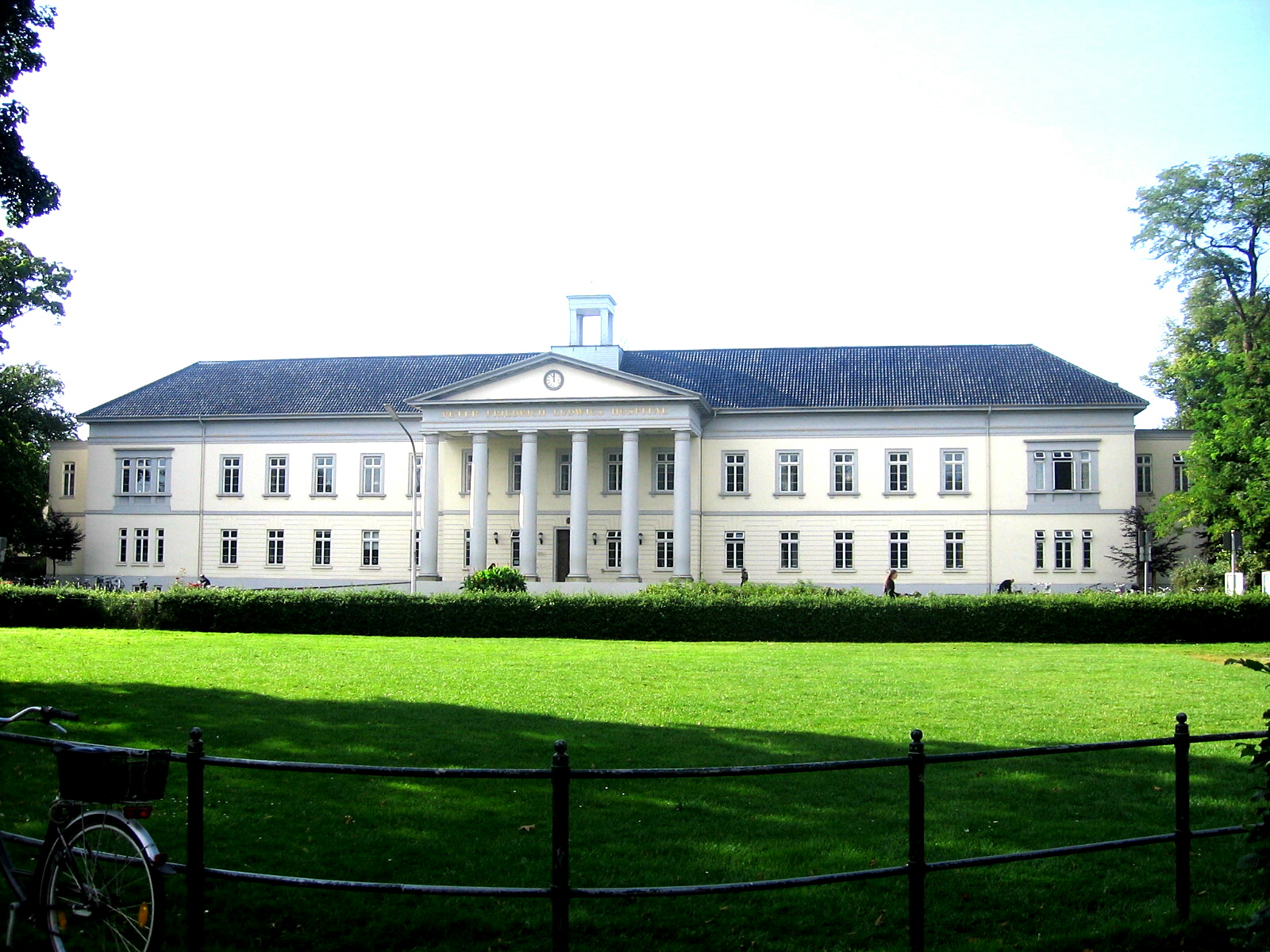
Unter anderem das Peter-Friedrich-Ludwigs-Hospital Oldenburg diente als Kulisse für den Taurischen Palast in Petrograd

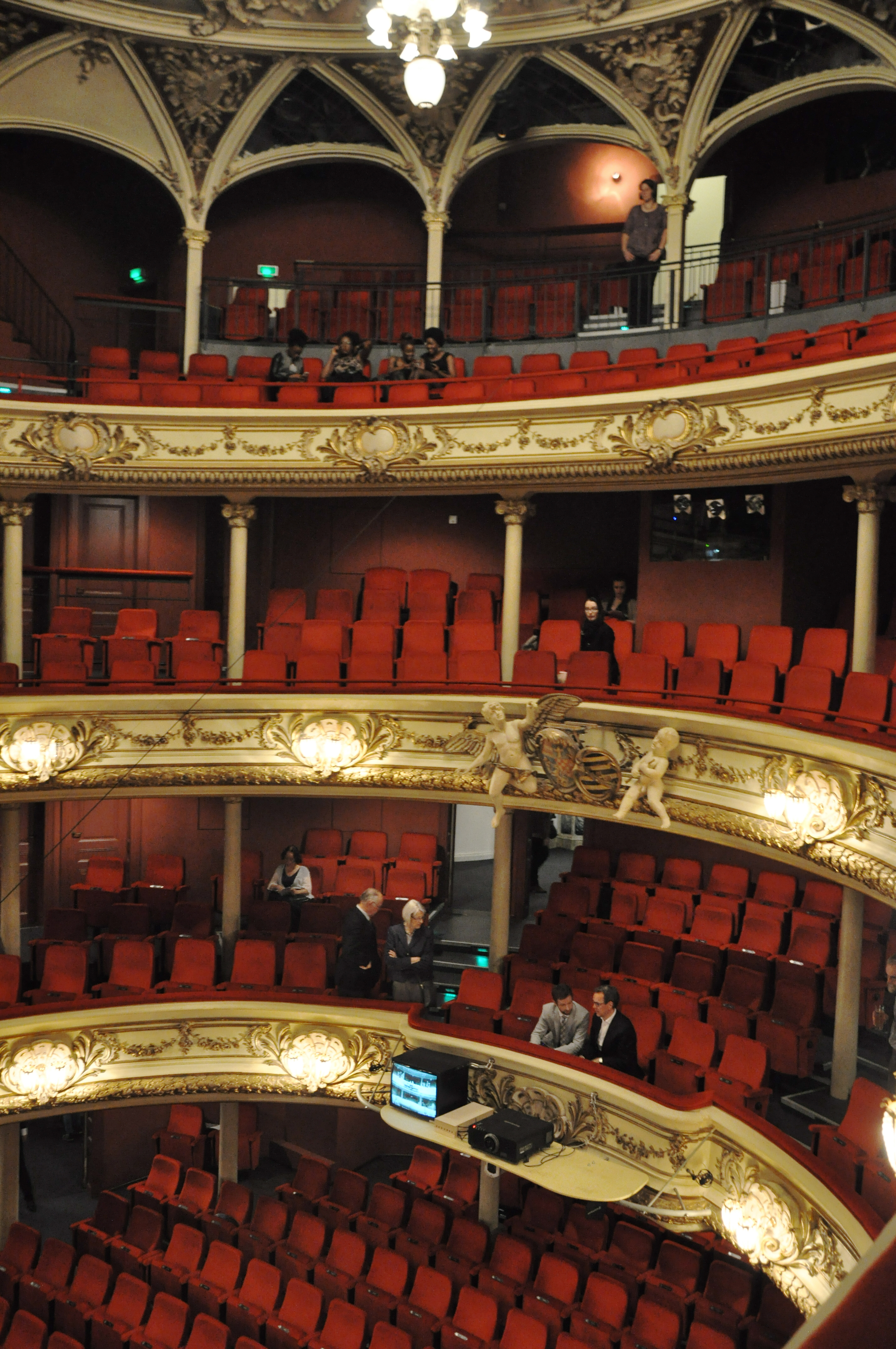
Als Innenkulisse diente das Oldenburgische Staatstheater

## Handlung
Erster Weltkrieg. Im Zuge der russischen Februarrevolution 1917 dankt Zar Nikolaus II. am 15. März 1917 ab. Die Duma bildet eine provisorische Regierung, der der Sozialrevolutionär Kerenski als Justizminister angehört. Die deutsche Oberste Heeresleitung (OHL) ermöglicht es dem im Schweizer Exil lebenden Bolschewiki Lenin, per Eisenbahn durch das Reich nach Russland zurückzukehren. Die OHL unter General Ludendorff spekuliert auf eine kommunistische Revolution. Sie soll Russland aus dem Bündnis mit den Alliierten herauslösen, da die provisorische Regierung weiterhin an der Seite der Alliierten kämpft.
Durch die maßgeblich von Trotzki organisierte Oktoberrevolution 1917 gelangen die Bolschewiki an die Macht. Da sie in der Duma in der Minderheit sind, lösen sie die Volksvertretung auf und errichten mit den verbündeten Sozialrevolutionären eine Diktatur, durch die der Russische Bürgerkrieg ausgelöst wird.
Im März 1918 schließen die Bolschewiki mit den Mittelmächten den Friedensvertrag von Brest-Litowsk, gegen den Trotzki als Volkskommissar für Äußeres heftig opponiert hat, da er die imperialistischen Bestrebungen des Deutschen Kaiserreichs und Österreich-Ungarns insbesondere in der Ukraine nicht unterstützen will.
In seiner neuen Funktion als Volkskommissar für das Kriegswesen organisiert Trotzki im Frühjahr 1918 die Rote Armee, die die provisorischen Roten Garden ersetzt. Dabei bedient sich Trotzki ehemaliger zaristischer Offiziere wie die Generale Brussilow oder Bontsch-Brujewitsch. Sie dienen in der Roten Armee als Militärspezialisten, da den Bolschewiki erfahrene Offiziere und Unteroffiziere fehlen. Mit seinem Panzerzug fährt Trotzki tausende von Kilometern von einer Front zur anderen, um rastlos die Kriegführung zu organisieren.
Aufgrund von politischen Meinungsverschiedenheiten zwischen Bolschewiki und Sozialrevolutionären wird durch die Ermordung des deutschen Botschafters von Mirbach am 6. Juli 1918 durch die Attentäter Blumkin und Andrejew der Aufstand der Linken Sozialrevolutionäre ausgelöst, der jedoch von den Bolschewiki niedergeschlagen wird. Am 30. August 1918 verübt die Anarchistin und Sozialrevolutionärin Fanny Kaplan ein Attentat auf Lenin. Lenin überlebt den Anschlag, Kaplan wird erschossen.
Die Bolschewiki und ihre Rote Armee befinden sich in einer gefährlichen Lage. Ihr Einflussgebiet ist auf Zentralrussland beschränkt, während aus allen Himmelsrichtungen weiße Truppen auf ihr Herrschaftsgebiet zustoßen. Die USA, Großbritannien, Frankreich und Japan intervenieren und entsenden Truppen und Militärberater für die Weiße Armee. Zu einem der wichtigsten Faktoren im Bürgerkrieg werden die von Frankreich und Großbritannien unterstützten Tschechoslowakischen Legionen, die durch die Besetzung der Transsibirischen Eisenbahn praktisch ganz Sibirien bis zum Pazifik kontrolliert. So wird ihr Kommandeur, der tschechische Generalmajor Gaida, kurzfristig zu einer Schlüsselfigur des Bürgerkrieges. Doch die einfachen Legionäre, meist ehemalige russische Kriegsgefangene aus den Reihen des k.u.k. Heeres, haben kein Interesse an innerrussischen Auseinandersetzungen und wollen so schnell wie möglich über die Transsib pazifische Häfen erreichen, um von dort aus per Schiff in ihr neues Heimatland Tschechoslowakei zurückzukehren.
Ende 1918 versucht Admiral Koltschak als Reichsverweser von Omsk aus die diversen konterrevolutionären weißen Kräfte zu koordinieren. Alle seine Bemühungen scheitern jedoch an den unterschiedlichen Positionen der Weißen. Die Tschechoslowakischen Legionen verlassen Russland über Ostasien, wodurch ein wichtiger militärischer Faktor der Konterrevolution ausscheidet. Koltschak wird, nachdem er von den Tschechoslowakischen Legionen an die Sozialrevolutionäre ausgeliefert wurde, von den Bolschewiki exekutiert.
Die Bolschewiki gewinnen den Bürgerkrieg. Sie besitzen den militärischen Vorteil der inneren Linie und kontrollieren mit Moskau den zentralen Eisenbahnknotenpunkt, über den Truppen in ganz Russland verschoben werden können. Die weiße Opposition, eine bunte Mischung aus Monarchisten bis hin zu Anarchisten, ist völlig zerstritten. Nach der Niederlage gehen die Führer ins Exil.
1921. Nach drei Jahren Bürgerkrieg ist Russland vollständig ausgelaugt, zumal auch noch 1920 Polen in die Ukraine eingefallen ist und nur mühsam zurückgeschlagen werden kann. In Südrussland existiert noch eine weiße bäuerliche Widerstandsbewegung. Die politischen Repressalien der Bolschewiki führen zum Kronstädter Matrosenaufstand. Er wird von Trotzki, dem militärischen Sieger des Bürgerkrieges, persönlich niedergeschlagen.

## Besetzung
| Schauspieler          | Rolle                      |
| --------------------- | -------------------------- |
| Friedrich G. Beckhaus | Trotzki                    |
| O. A. Buck            | Oberst Bauer               |
| Johannes Buzalski     | Blumkin                    |
| Daniela Dalhöfer      | Anna Temirewa              |
| Hans Daniel           | Generalmajor Gaida         |
| Hans Elwenspoek       | General Janin              |
| Hans Fitze            | Bontsch-Brujewitsch        |
| Helmut Förnbacher     | Hauptmann Sadoul           |
| Willem Fricke         | Andrejew                   |
| Benno Gellenbeck      | Uritzki                    |
| Paul Glawion          | US-General Knox            |
| Dieter Groest         | General Duchonin           |
| Günther Jerschke      | Baron Budberg              |
| Kurt Klopsch          | Swerdlow                   |
| Reinhard Kolldehoff   | Oberstleutnant Krasilnikow |
| Richard Lauffen       | Marschall Foch             |
| Werner Lieven         | Tschitscherin              |
| Edgar Maschmann       | Generalleutnant Wrangel    |
| Konrad Mayerhoff      | Tscheidse                  |
| Karl-Ulrich Meves     | Pepeljajew                 |
| Ingo Osterloh         | Rykow                      |
| Hans Paetsch          | Colonel House              |
| Peggy Parnass         | Fanny Kaplan               |
| Peter Parten          | Tuchatschewski             |

| Schauspieler         | Rolle                    |
| -------------------- | ------------------------ |
| Kurd Pieritz         | Kerenski                 |
| Heinz Bender-Plück   | General Brussilow        |
| Otto Preuss          | Oberst Kappel            |
| Nikolaj Rytjkov      | Lenin                    |
| Hans Schellbach      | Oberst Lebedjew          |
| Rolf Schimpf         | Radek                    |
| Gerhard Schinschke   | Generalleutnant Lukomski |
| Karl Schill          | General Groener          |
| Petra Schmidt-Decker | Allilujewa               |
| Kurt Schmitt-Mainz   | Petritschenko            |
| Friedrich Schütter   | Sinowjew                 |
| Senta Sommerfeld     | Krupskaja                |
| Otto Stern           | General Ludendorff       |
| Frank Straass        | General Kornilow         |
| Hubert Suschka       | Stalin                   |
| Almuth Ullerich      | Spiridonowa              |
| Peter Martin Urtel   | US-Präsident Wilson      |
| Albert Venohr        | Kamenew                  |
| Tilo von Berlepsch   | Botschafter von Mirbach  |
| Wolf von Gersum      | Vizeadmiral Koltschak    |
| Dieter Wagner        | Dsershinski              |
| Viktor Warsitz       | Generalmajor Diterichs   |
| Heinz Weiss          | Helfferich               |
| Alexander Welbat     | Tschernow                |

## Episoden
| Folge | Titel                    | Erstausstrahlung                       |
| ----- | ------------------------ | -------------------------------------- |
| 1     | Revolutionsjahr 1917     | 3. November 1967 (Wh.: 26. April 1968) |
| 2     | Kampf um die Macht       | 3. Mai 1968                            |
| 3     | Die Konterrevolution     | 10. Mai 1968                           |
| 4     | Das Ende in Sibirien     | 17. Mai 1968                           |
| 5     | Die verratene Revolution | 24. Mai 1968                           |

## Kritik
… Da agieren ganze Heere von Komparsen. Eine imponierende Fülle von Details wird dem Zuschauer vorgesetzt. Nur – wer soll da mitkommen? Wer im Geschichtsunterricht geschlafen hat, findet sich nicht zurecht.
Bild+Funk, Nr. 47/1967, Seite 16.

… Zwar erinnerte Wolfgang Schleifs teilweise recht ungelenke Wortregie immer wieder an Westernstorys wie Bonanza statt an die sowjetische Oktoberrevolution, aber die kleinen Mängel wurden weithin wettgemacht durch aufwändig inszenierte Massenszenen, souveräne Kameraführung, schwelgerische Dekorationen, blendende Masken, hervorragende Besetzung und ein durchaus überzeugendes Buch. Hier dürfte das Dokumentarspiel eine vorläufige Form gefunden haben …
Hörzu Nr. 47/1967, S. 12.

… Diese erste Folge der fünfteiligen Serie überforderte den Zuschauer. Es gelang nicht, die wechselnden Fronten, Parteien und Gegenparteien klar zu charakterisieren. Die Schauspieler gingen in dem Epos wahrhaft russischen Ausmaßes ziemlich unter. Der einzige profilierte Darsteller war Kurt Pieritz als Kerenski, Nikolaj Rytjkovs Lenin wirkte farblos.
AK: Revolutions-Epos, in: Nordwest-Zeitung vom 4. November 1967, S. 2.

## Produktionsnotizen
Fachberater der Produktion war Herbert Kapsitz; offenbar handelt es sich dabei um ein Pseudonym.
Die abschließenden Dreharbeiten fanden im August 1967 in Oldenburg statt. Das städtische Krankenhaus, das Peter Friedrich Ludwigs Hospital, diente dabei als Außenkulisse für das Taurische Palais in Petrograd. Als Innenkulisse diente das Oldenburgische Staatstheater. Das ZDF hatte über das Arbeitsamt Oldenburg rund 250 Komparsen angeheuert, die einen Angriff auf den Palast simulierten. Dazu wurde mittels Plastikstreifen, die mit einem ausrangierten Flugzeugmotor verstreut wurden, Schnee simuliert, während die Komparsen, bolschewistische Revolutionäre darstellend, bei 24 °Celsius im Schatten in Winteruniformen schwitzen. Die Waffen-Requisite stammte aus Madrid. Obwohl die Polizei den Drehort einschließlich der gesamten Peterstraße abgesperrt hatte, gerieten beim ersten Dreh immer noch einige der oldenburgtypischen Fahrradfahrer in die Aufnahme, was Regisseur Schleif zur Verzweiflung trieb, während die Darsteller von Lenin und Trotzki „interessiert“ die Szenen beobachteten. Die Tagesgage der Komparsen betrug 30 DM. Während der Dreharbeiten wurde der Krankenhausbetrieb aufrechterhalten; Besucher mussten das Gebäude von der Rückseite betreten.

## Überlieferung
Im Juli/August 1999 wurden alle fünf Teile auf Phoenix ausgestrahlt. Die Firma Pidax veröffentlichte am 4. Mai 2021 eine DVD-Edition.